# Justicia fuentesii
Justicia fuentesii är en akantusväxtart som beskrevs av John Richard Ironside Wood. Justicia fuentesii ingår i släktet Justicia och familjen akantusväxter. Inga underarter finns listade i Catalogue of Life.